# Metadoliolina
Metadoliolina es un género de foraminífero bentónico de la subfamilia Misellininae, de la familia Verbeekinidae, de la superfamilia Fusulinoidea, del suborden Fusulinina y del orden Fusulinida. Su especie tipo es Pseudodoliolina pseudolepida gravitesta. Su rango cronoestratigráfico abarca desde el Kazaniense superior hasta el Tatariense inferior (Pérmico inferior).

## Discusión
Clasificaciones más recientes incluyen Metadoliolina en la superfamilia Neoschwagerinoidea, y en la subclase Fusulinana de la clase Fusulinata.

## Clasificación
Metadoliolina incluye a las siguientes especies:
- Metadoliolina dutkevitchi †
- Metadoliolina gravitesta †
- Metadoliolina pinguis †
- Metadoliolina pseudolepida †